# San Lázaro (Paraguai)
San Lázaro é uma cidade do Paraguai, Departamento Concepción. Possui uma população de 9.101 habitantes. A cidade está localizada na confluência dos rios Apa e Paraguai, fronteira com o Brasil. A principal atividade econômica é a produção de cal e mármore.

## Transporte
O município de San Lázaro é servido pelas seguintes rodovias:
- Caminho em terra ligando o município a cidade de Paso Barreto
- Caminho em pavimento ligando o município  a cidade de Concepción [1][2][3]